# Karl Zeller
Karl Zeller (né le 9 janvier 1961 à Merano) est un homme politique italien de la Südtiroler Volkspartei.
Élu député en 1994, il est sénateur et préside le groupe parlementaire Per le autonomie depuis 2013.